# Danjino Selo
Danjino Selo (izvirno srbsko Дањино Село) je naselje v Srbiji, ki upravno spada pod Občino Surdulica; slednja pa je del Pčinjskega upravnega okraja.

## Demografija
V naselju živi 72 polnoletnih prebivalcev, pri čemer je njihova povprečna starost 47,9 let (46,3 pri moških in 49,7 pri ženskah). Naselje ima 27 gospodinjstev, pri čemer je povprečno število članov na gospodinjstvo 3,00.
To naselje je, glede na rezultate popisa iz leta 2002, večinoma srbsko.
|  |

| Demografija | Demografija     | Demografija     |
| Leto        | Št. prebivalcev | Št. prebivalcev |
| ----------- | --------------- | --------------- |
|             |                 |                 |
|             |                 |                 |
|             |                 |                 |
|             |                 |                 |
| 1948        | 203             |                 |
| 1953        | 205             |                 |
| 1961        | 183             |                 |
| 1971        | 161             |                 |
| 1981        | 202             |                 |
| 1991        | 145             | 144             |
| 2002        | 82              | 81              |
|             |                 |                 |

| Etnična sestava po popisu iz leta 2002 | Etnična sestava po popisu iz leta 2002 | Etnična sestava po popisu iz leta 2002 | Etnična sestava po popisu iz leta 2002 | Etnična sestava po popisu iz leta 2002 |
| -------------------------------------- | -------------------------------------- | -------------------------------------- | -------------------------------------- | -------------------------------------- |
| Srbi                                   | Srbi                                   |                                        | 73                                     | 90,12%                                 |
| Rusi                                   | Rusi                                   |                                        | 1                                      | 1,23%                                  |
| Neznano                                | Neznano                                |                                        | 7                                      | 8,64%                                  |